# Solar Decathlon Europe
Der Solar Decathlon Europe ist ein technisch-interdisziplinärer Wettbewerb, bei dem Studententeams aus aller Welt ein Haus entwerfen und bauen, dessen Energiebedarf allein durch Sonnenenergie gedeckt wird.
"Europe" steht dabei für den Austragungsort und beschränkt die Herkunft der Teilnehmer nicht auf den europäischen Kontinent. Die ersten beiden Wettbewerbe fanden in Madrid (Spanien) statt. Der dritte Solar Decathlon Europe fand 2014 erstmals in Versailles (Frankreich) statt. 2019 wurde der SDE im ungarischen Szentendre ausgerichtet. Für den SDE 2021 wurde als Austragungsort die nordrhein-westfälische Stadt Wuppertal gewählt, womit Deutschland erstmals den Wettbewerb veranstaltete. Pandemiebedingt wurde die Veranstaltung als SDE 21/22 auf Juni 2022 verlegt. Der SDE 2023 war für Bukarest geplant, musste jedoch abgesagt werden.
Der Ableger des amerikanischen Solar Decathlon wurde im Sommer 2008 erstmals von der spanischen Regierung zusammen mit dem spanischen Ministerium für Bau und der Polytechnischen Universität Madrid ausgelobt. Dazu wurden ein bilaterales Abkommen zwischen der amerikanischen und der spanischen Regierung getroffen. Ein ähnliches Abkommen begründete auch den Solar Decathlon China, der erstmals im Jahr 2013 ausgetragen wurde.

## Teilnahme
Teilnehmen können Studententeams jeder Universität oder Hochschule der Welt. Die spanische Regierung hatte jedoch die israelische Ariel University vom SDE 2010 ausgeschlossen, weil diese „in besetzten Gebieten“ liege. Anhand einer Bewerbung, die jedes Team im Vorfeld des Wettbewerbs einreichen muss, trifft der Veranstalter eine Vorauswahl, wobei das Teilnehmerfeld limitiert wird. Neben der architektonischen und energietechnischen Planung des Hauses sind die Organisation und die Finanzierung des Projektes ein wesentlicher Wettbewerbsbestandteil. Den Studententeams stehen für die Planung und Umsetzung des Bauprojektes zwei Jahre zur Verfügung. Der Wettbewerb endet mit einem zweiwöchigen Zusammentreffen aller Teilnehmer, bei dem sich die Teams bzw. ihre Häuser in zehn Disziplinen miteinander messen.

## Bewertung
Der Name Decathlon leitet sich dabei von 10 Teildisziplinen innerhalb des Wettbewerbs ab. Dabei werden die Prototypen nicht nur hinsichtlich der Energieeffizienz und des innovativen Umgangs mit energieaktiver Solartechnik, sondern auch bezüglich der Wohnqualität und der nachhaltigen Entwicklung für das Bauwesen bewertet. Hinzu kommt, dass auch das durch die jeweiligen Teams erregte öffentliche Interesse am energieeffizienten und nachhaltigen Bauen bewertet wird.
Im Jahr 2012 waren folgende Teildisziplinen im Wettbewerb maßgeblich:
- Architektur
- Technische Umsetzung und Konstruktion
- Energieeffizienz
- Elektrische Energiebilanz
- Komfort und Raumklima
- Funktionalität des Hauses
- Kommunikation
- Vorfertigung und Marktpotenzial
- Innovation
- Nachhaltigkeit

Neben den Auszeichnungen in den Teildisziplinen wurden im Rahmen der Gesamtveranstaltung 2012 auch Sonderpreise außerhalb des eigentlichen Wettbewerbs – z. B. für ein besonders behindertengerecht umgesetztes Haus – vergeben. Analog wurden beim SDE2019 in Ungarn ein Publikumspreis, ein Communitypreis und ein Preis des Verbands der ungarischen Bauwirtschaft vergeben.

## SDE 2010

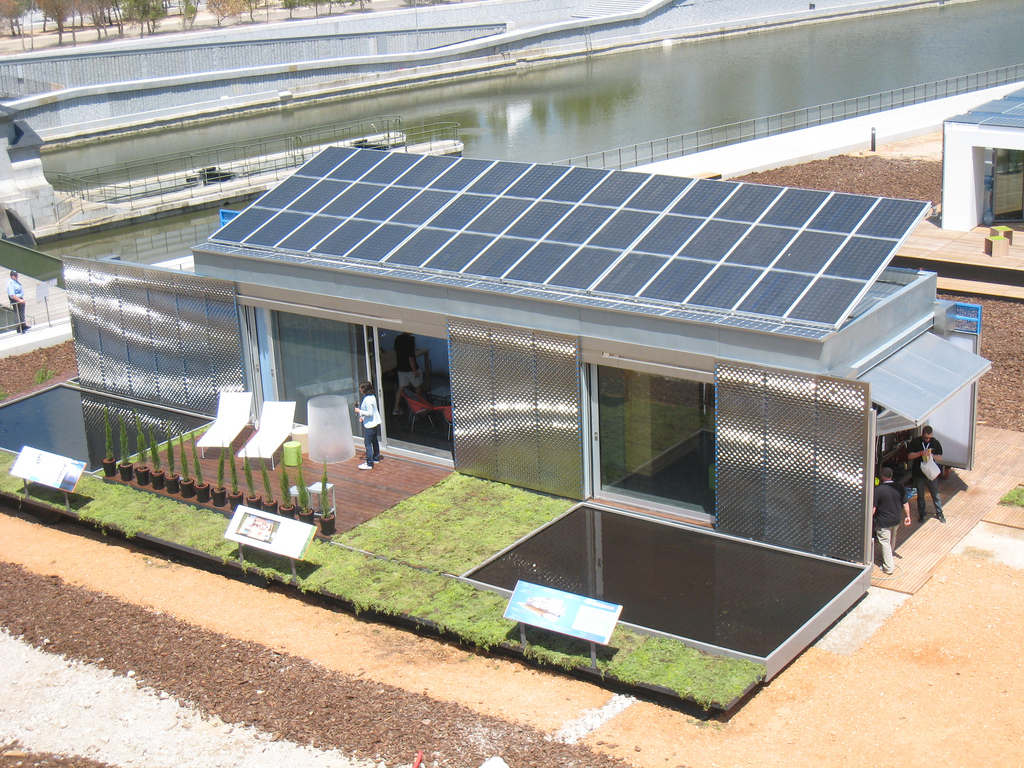
Das Siegerprojekt der Virginia Tech im Solar Decathlon Europe 2010 in Madrid

Der Solar Decathlon Europe 2010 fand vom 18. bis 28. Juni in Madrid statt. Insgesamt besuchten über 190.000 Menschen die Wettbewerbsstätte im Zentrum Madrids.
- 1. Platz Virginia Polytechnic Institute and State University Blacksburg
- 2. Platz Hochschule für angewandte Wissenschaften Rosenheim
- 3. Platz Hochschule für Technik Stuttgart

| Deutschland                                                                             | Spanien                                              | England                  | Finnland                          | Frankreich                                           | Amerika                                                               | Asien                                                                                            |
| --------------------------------------------------------------------------------------- | ---------------------------------------------------- | ------------------------ | --------------------------------- | ---------------------------------------------------- | --------------------------------------------------------------------- | ------------------------------------------------------------------------------------------------ |
| Living Equia –Team Berlin (HTW Berlin, Beuth Hochschule für Technik Berlin, UdK Berlin) | Universidad CEU Cardenal Herrera, Valencia           | Cambridge University     | Helsinki University of Technology | Ecole National Supérieure d'architecture de Grenoble | Virginia Polytechnic Institute und State University, Blacksburg (USA) | Tianjin University (CHN)                                                                         |
| Bergische Universität Wuppertal                                                         | Universidad Politécnica de Cataluña (UPC), Barcelona | University of Nottingham |                                   |                                                      | University of Florida, Gainesville (USA)                              | Universitätszentrum Ariel in Samarien (Ariel University Center of Samaria) (ISR, Westjordanland) |
| Hochschule für angewandte Wissenschaften Rosenheim                                      | Universidad de Sevilla                               |                          |                                   |                                                      | Instituto Tecnológico y de Estudios Superiores de Monterrey (MEX)     |                                                                                                  |
| HFT Stuttgart                                                                           | Universidad de Valladolid                            |                          |                                   |                                                      | Consórcio Brasil, Sao Paulo (BRA)                                     |                                                                                                  |

## SDE 2012
Der zweite Solar Decathlon Europe fand im September 2012 erneut in Madrid statt. Mit etwa 220.000 Besuchern konnte das öffentliche Interesse am Wettbewerb gesteigert werden, obwohl das Ausstellungsgelände in Madrid nicht so zentral lag wie beim Wettbewerb 2010.
- 1. Platz 908,72 Punkte Haus Canopea, Team RHONE ALPES (Frankreich)
- 2. Platz 897,39 Punkte Haus Patio 2.12, Team Andalucia (Spanien)
- 3. Platz 863,49 Punkte Haus Med in Italy, Team Med in Italy (Italien)[11]

Die Punkteverteilung ist in der Grafik Total scoring SDE 2012 dargestellt. Der französische Beitrag Canopea mit dem Projektmanager Christophe de Tricaud erzielte in den Teilcontests Architektur, Comfort Conditions, House Functioning und Innovation den ersten Platz und holte so den Gesamtsieg. Der Beitrag Patio 2.12 aus Spanien erzielte in den Bereichen Energieeffizienz, Electrical Energy Balance und Kommunikation und soziales Bewusstsein den ersten Platz und damit insgesamt den zweiten Platz im Wettbewerb. Das Team Med aus Italien erzielte im Bereich Nachhaltigkeit den ersten und in der Gesamtwertung den dritten Platz.
| Deutschland                                                     | Niederlande                                     | Frankreich                                                                                                   | Norwegen                                       | Dänemark                        | Japan                 | China             | Spanien |
| --------------------------------------------------------------- | ----------------------------------------------- | --- | ---------------------------------------------- | ------------------------------- | --------------------- | ----------------- | --- |
| HTWG Konstanz – Team Ecolar, RWTH Aachen – Team Counter Entropy | Technische Universität Delft                    | École nationale supérieure d’architecture de Grenoble – Team RHONE ALPES, Arts et Metiers ParisTech Bordeaux | Norwegian University of Science and Technology | Technical University of Denmark | Chiba University      | Tongji University | Team Andalucia Universitat Politècnica de Catalunya Universidad del País Vasco (Euskal Herriko Unibertsitatea) Universität CEU Kardinal Herrera |
| Rumänien                                                        | Ungarn                                          | Ägypten | Italien                                        | Großbritannien                  | Portugal              | Brasilien         | |
| Team Bucharest 2012                                             | Budapest University of Technology and Economics | American University of Cairo                                                                                 | Team Rome – Med in Italy                       | London Metropolitan University  | Universidade do Porto | Team Brasil       | |

## SDE 2014

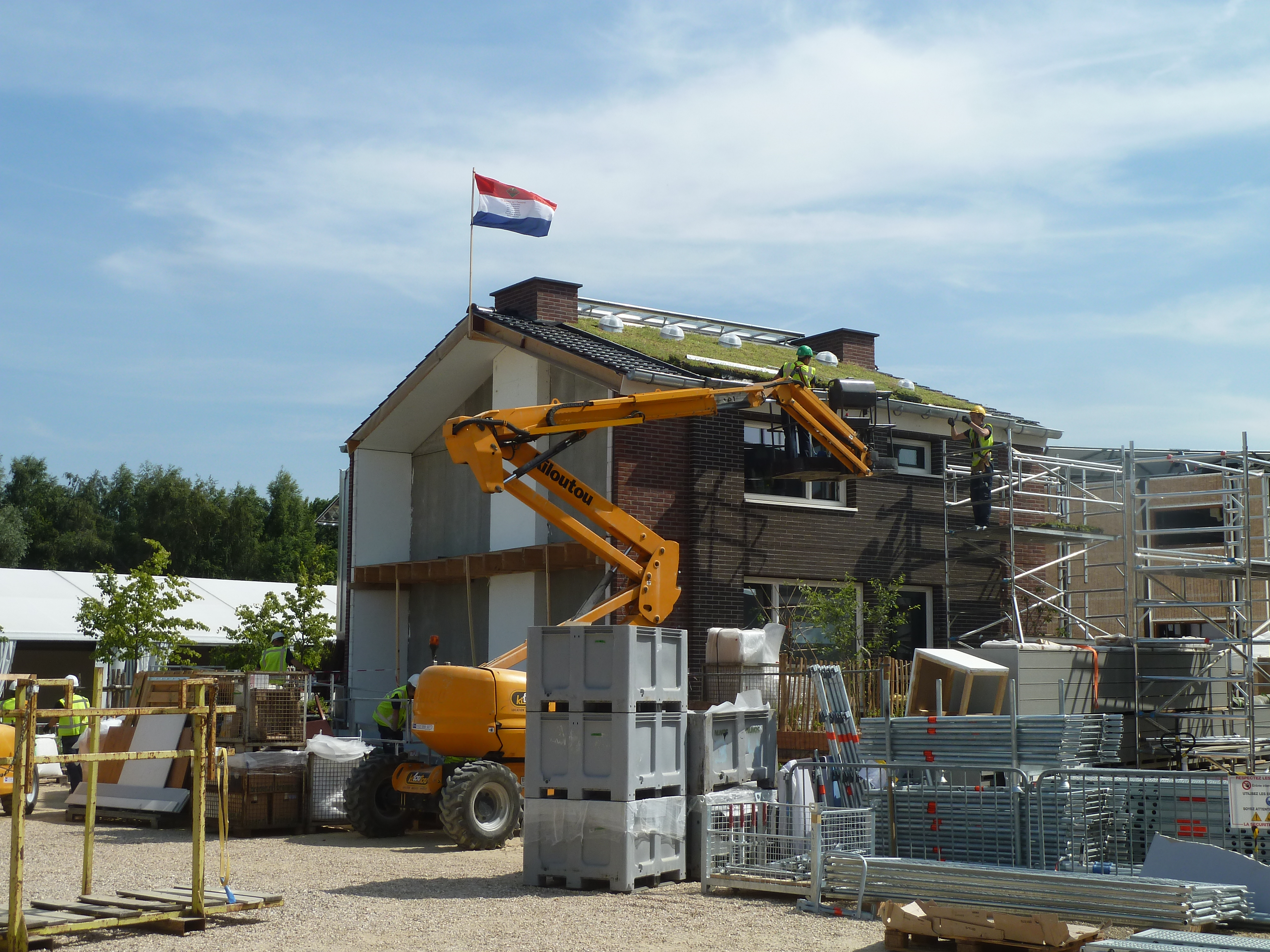
Aufbau vom TEAM Delft (NL) in Versailles, SDE 2014

Der dritte Solar Decathlon Europe fand Juni/Juli 2014 in Versailles (Frankreich) statt.
Teilnehmer des SDE 2014
- Deutschland, Berlin: Universität der Künste Berlin/Technische Universität Berlin Team Rooftop[15]
- Deutschland, Frankfurt: Fachhochschule Frankfurt am Main / TEAM OnTop[16]
- Niederlande, Delft: Technische Universität Delft / TEAM Delft Versailles 2014 (Prêt-à-Loger)[17]
- Frankreich, Nantes: ENSA Nantes / ESB / Audencia Nantes TEAM Atlantic Challenge
- Frankreich, Paris, Universite Paris-Est TEAM UPE
- Schweiz, Luzern: Hochschule Luzern – School of Engineering and Architecture / TEAM Lucerne-Suisse
- Dänemark: Technical University of Denmark / TEAM DTU
- Japan, Chiba: Chiba University / TEAM Chiba University Japan
- Indien, Bombay: Academy of Architecture / Indian Institute of Technology Bombay / TEAM SHUNYA
- Rumänien, Bukarest: Technical University of civil engineering Bucharest / TEAM Bucharest 2014
- Costa Rica, Cartago: Costa Rica Institute of Technology – Cartago / TEAM TEC
- Thailand, Thonburi: King Mongkut’s University of Technology Thonburi / TEAM Kmutt
- Italien, Rom: Universita degli Studi di Roma TRE / TEAM Rhome for DenCity
- Spanien, La Mancha: Universität Kastilien-La Mancha / Universidad de Alcalá de Henares /TEAM Plateau
- Spanien, Barcelona: Universitat Politècnica de Catalunya – Barcelona / TEAM Barcelona Tech 2014
- Taiwan: Chiao-Tung-Nationaluniversität / TEAM NCTU – UNICODE
- Mexiko: Nationale Autonome Universität von Mexiko / TEAM MEXICO
- Chile-Frankreich: Universidad Técnica Federico Santa María – Valparaiso / Universität La Rochelle / TEAM FENIX – UTFSM
- USA-Frankreich: Universität Angers / Appalachian State University / TEAM Reciprocite
- USA-Deutschland: Rhode Island School of design and Brown University / Fachhochschule Erfurt / TEAM Inside out

Gewinner
1. Platz: Team RHOME for DenCity (Universität Rom III)
2. Platz: Team Atlantic Challenge (ENSA Nantes / ESB / Audencia Nantes)
3. Platz: Team Prêt-à-Loger (Technische Universität Delft)

## SDE 2019
Der vierte Solar Decathlon Europe fand vom 13. bis 28. Juli 2019 in Szentendre, (Ungarn) statt.
Teilnehmer des SDE 2019
- Spanien, Sevilla: Universität Sevilla Team of the University of Seville[19]
- Spanien, Valencia: Polytechnische Universität Valencia Azalea UPV[20]
- Ungarn, Budapest: Technische und Wirtschaftswissenschaftliche Universität Budapest TEAM koeb 2014[21]
- Frankreich, Lille Universität Lille (Lead-Universität) Habiter2030[22]
- Niederlande, Delft: Technische Universität Delft / TEAM MOR project[23]
- Rumänien, Bukarest: Technische Universität für Bauwesen Bukarest (Lead-Universität) / TEAM Over4 project[24]
- Thailand, Thonburi: King Mongkut’s University of Technology Thonburi / TEAM Kmutt[25]
- Ungarn-Algerien, Miskolc: Universität Miskolc (Lead-Universität) TEAM SOMEshine[26]
- Belgien, Gent: Universität Gent / TEAM Ghent University[27]
- Spanien, Barcelona: Universitat Politècnica de Catalunya TO Team[28]

Gewinner
1. Platz: Team Habiter2030 (Lille, Frankreich)
2. Platz: Team MOR (Technische Universität Delft, Niederlande)
3. Platz: Team Over4 (Bukarest, Rumänien)

## SDE 2021/2022
Der Solar Decathlon Europe sollte 2021 erstmals in Deutschland, in Wuppertal, stattfinden. Aufgrund der COVID-19-Pandemie wurde der Termin auf 2022 verschoben.
Im Fokus des Wettbewerbes in Wuppertal stand erstmals das Konzept »Solar Decathlon Europe goes Urban«, bei dem es um nachhaltiges Bauen und Wohnen im städtischen Kontext ging. Dieses Konzept wurde in einem gemeinsamen Team der Bergischen Universität Wuppertal, der Stadt Wuppertal, des Wuppertal Instituts, der Stadtwerke, der Neuen Effizienz und der Initiative Utopiastadt entwickelt. Mit dem Fokus auf urbanem Bauen wurden auch die zehn Wettbewerbe leicht modifiziert und umfassten die folgenden Teildisziplinen:
- Architektur
- Gebäudetechnik und Bauphysik
- Energieperformance
- Realisierbarkeit und Sozial-ökonomischer Kontext
- Kommunikation und Bildung
- Nachhaltigkeit
- Komfort
- Funktion
- Urbane Mobilität
- Innovation

Viele der Wettbewerbsbeiträge waren entsprechend Aufstockungsprojekte, bei denen weitere Stockwerke auf bestehende Gebäude gesetzt werden, oder Schließungen von Baulücken im Bestand.
Gefördert wird das Projekt durch das Bundesministerium für Wirtschaft und Energie. Die teilnehmenden Hochschulteams entwarfen und planten anhand einer Bauaufgabe die Sanierung und den Weiterbau des aktiven Gebäudebestands in der Wuppertaler Nordstadt, dem Quartier Mirke. Zur Auswahl für die Teilnehmenden standen drei konkrete städtebauliche Herausforderungen im Quartier, für die sie ihre Visionen von nachhaltiger, energieeffizienter und sozialverträglicher Architektur entwarfen. Den 18 teilnehmenden Hochschulteams aus 11 Ländern wurde zudem freigestellt, alternativ eine vergleichbare urbane Situation im eigenen Herkunftsland zu wählen.

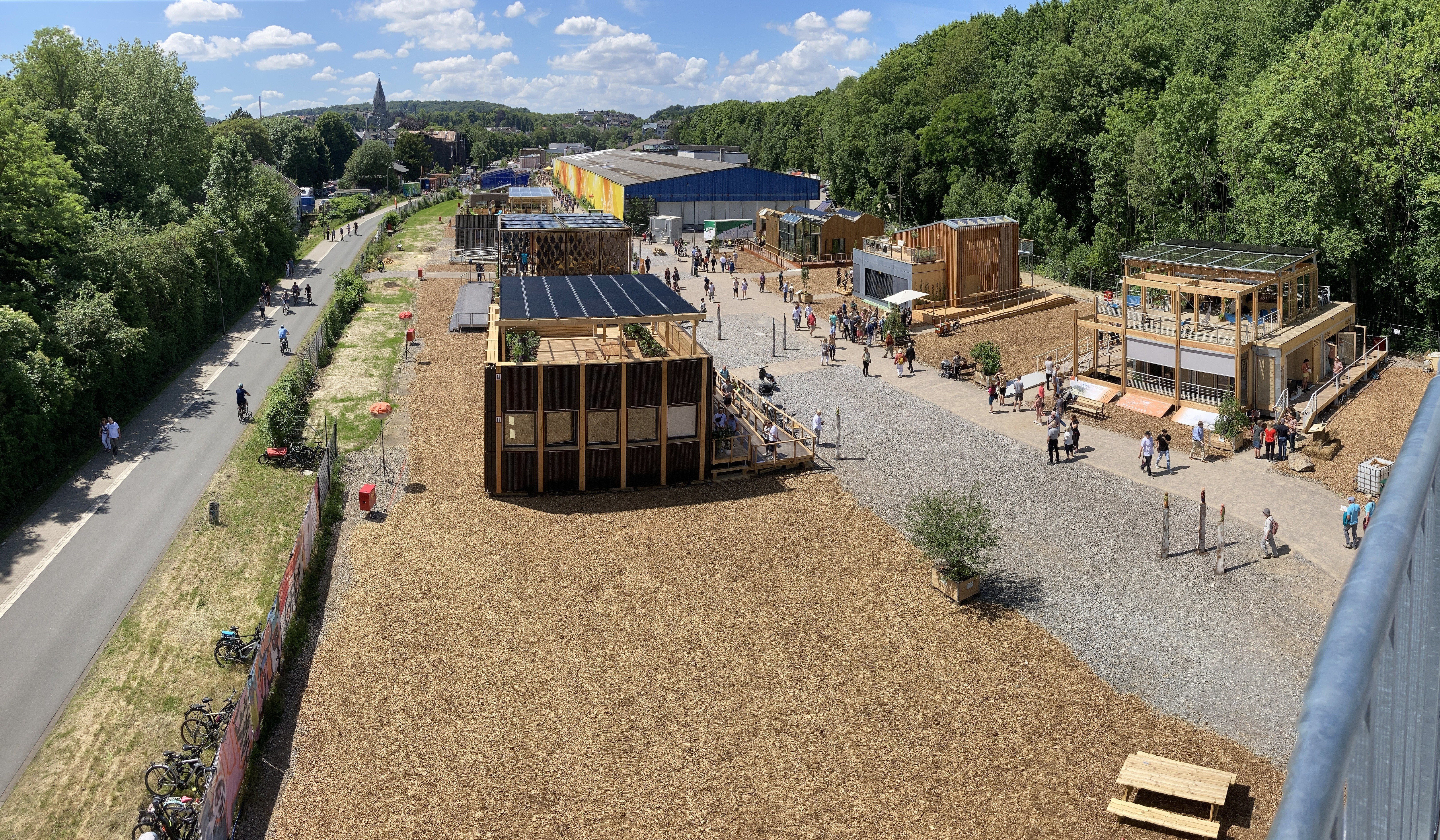
SDE22 Wuppertal, Ansicht von oben
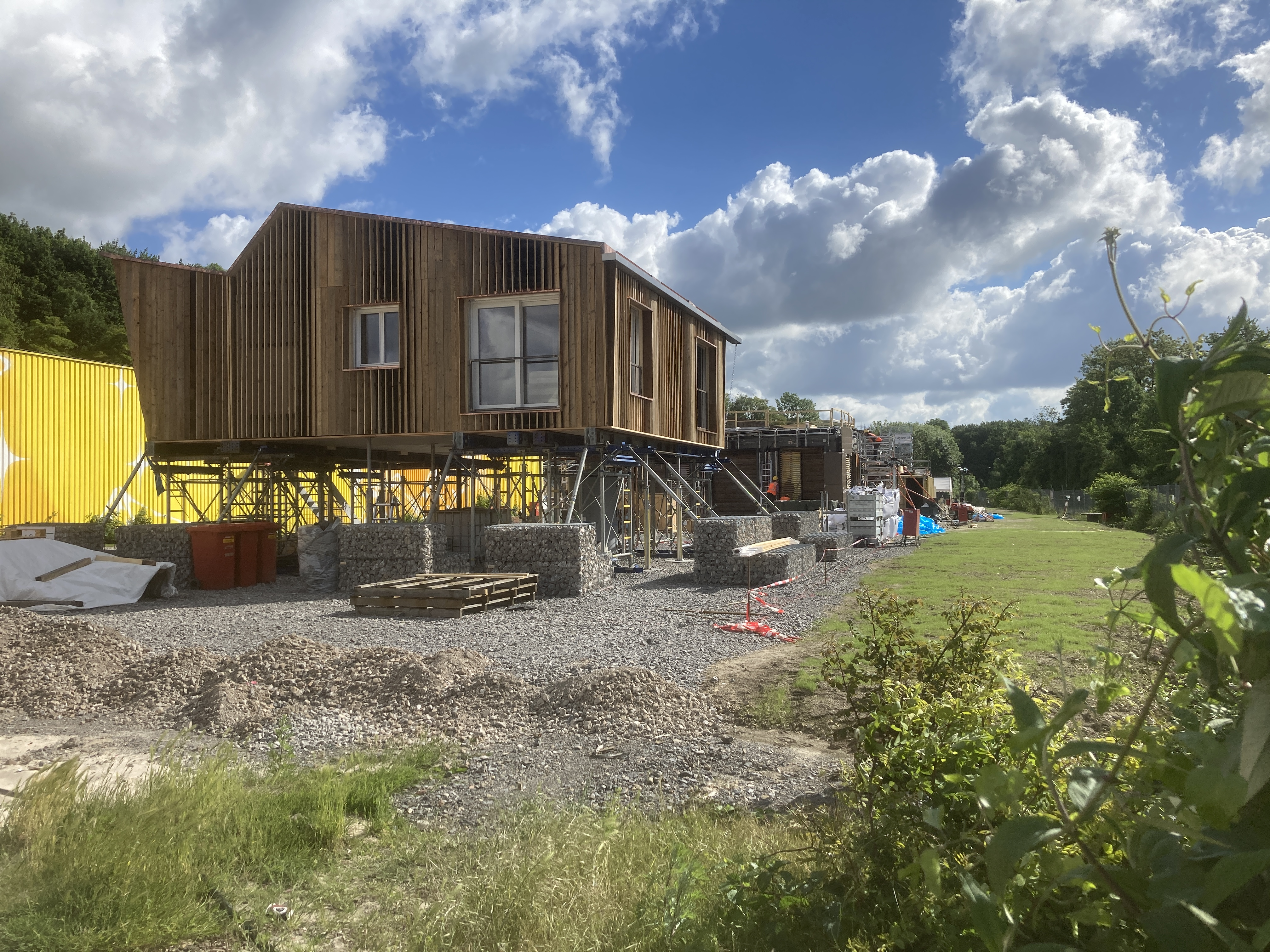
Team Roofkit, Aufbau
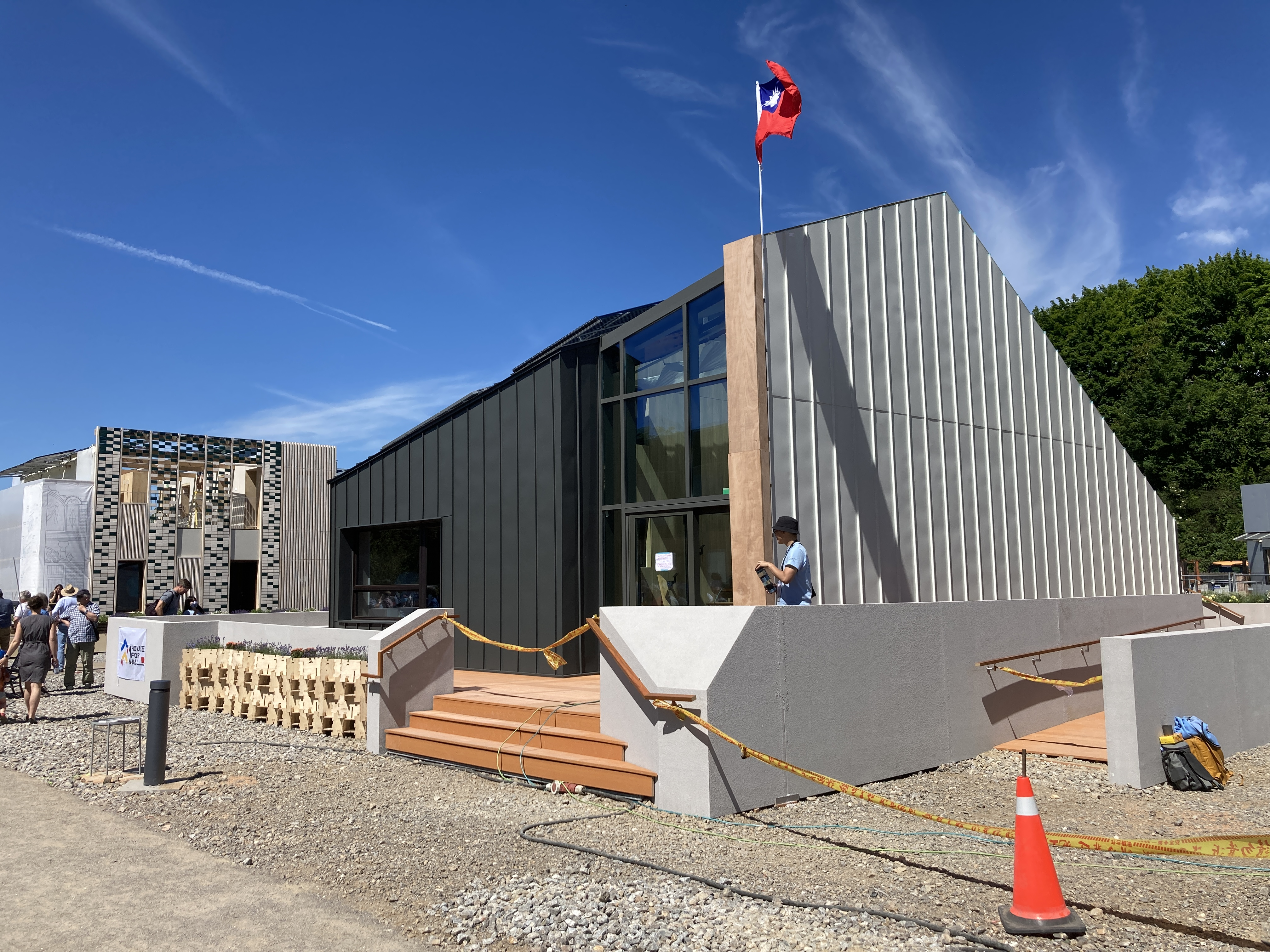
Team TDIS
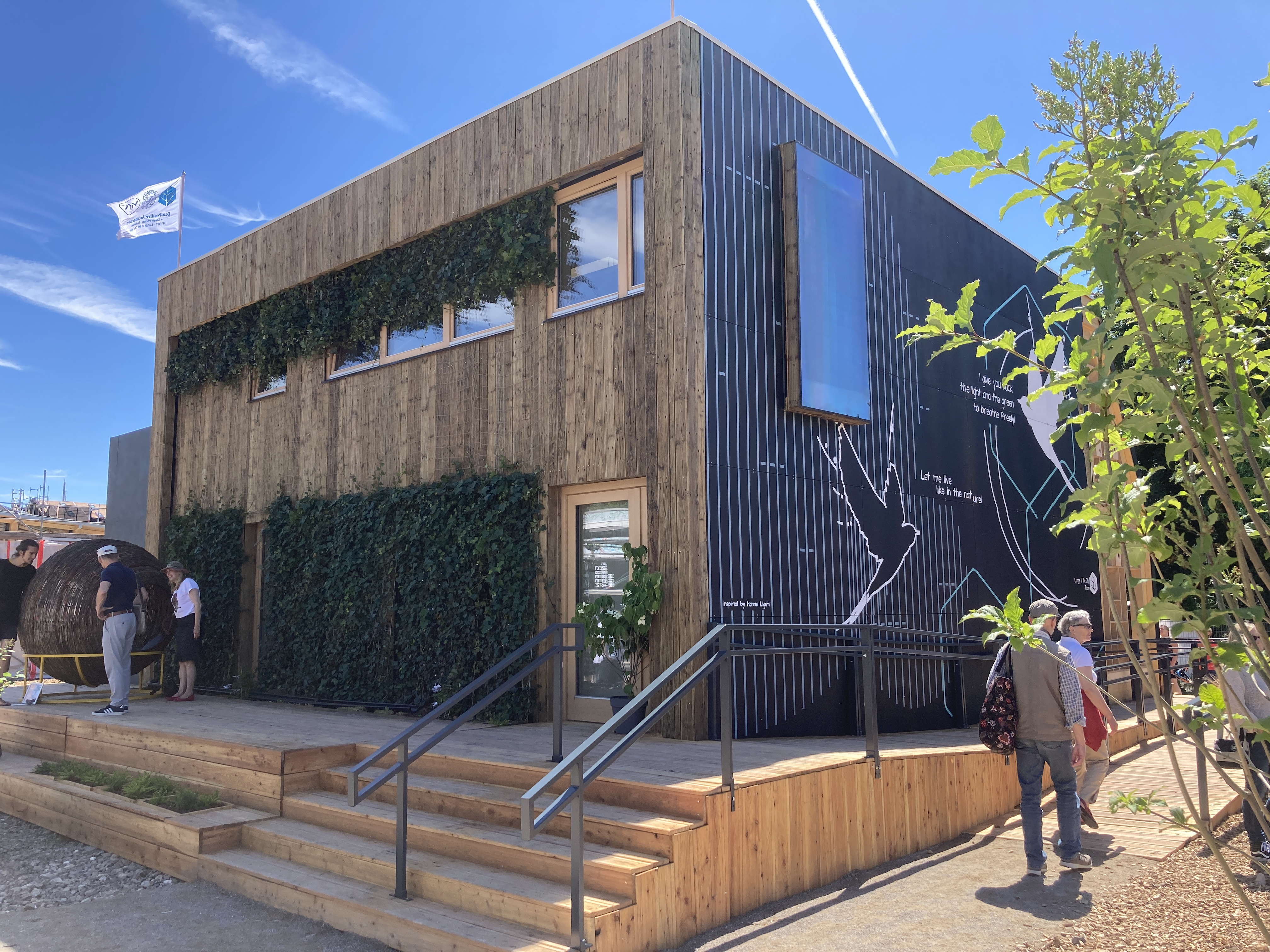
Team Lungs of the City
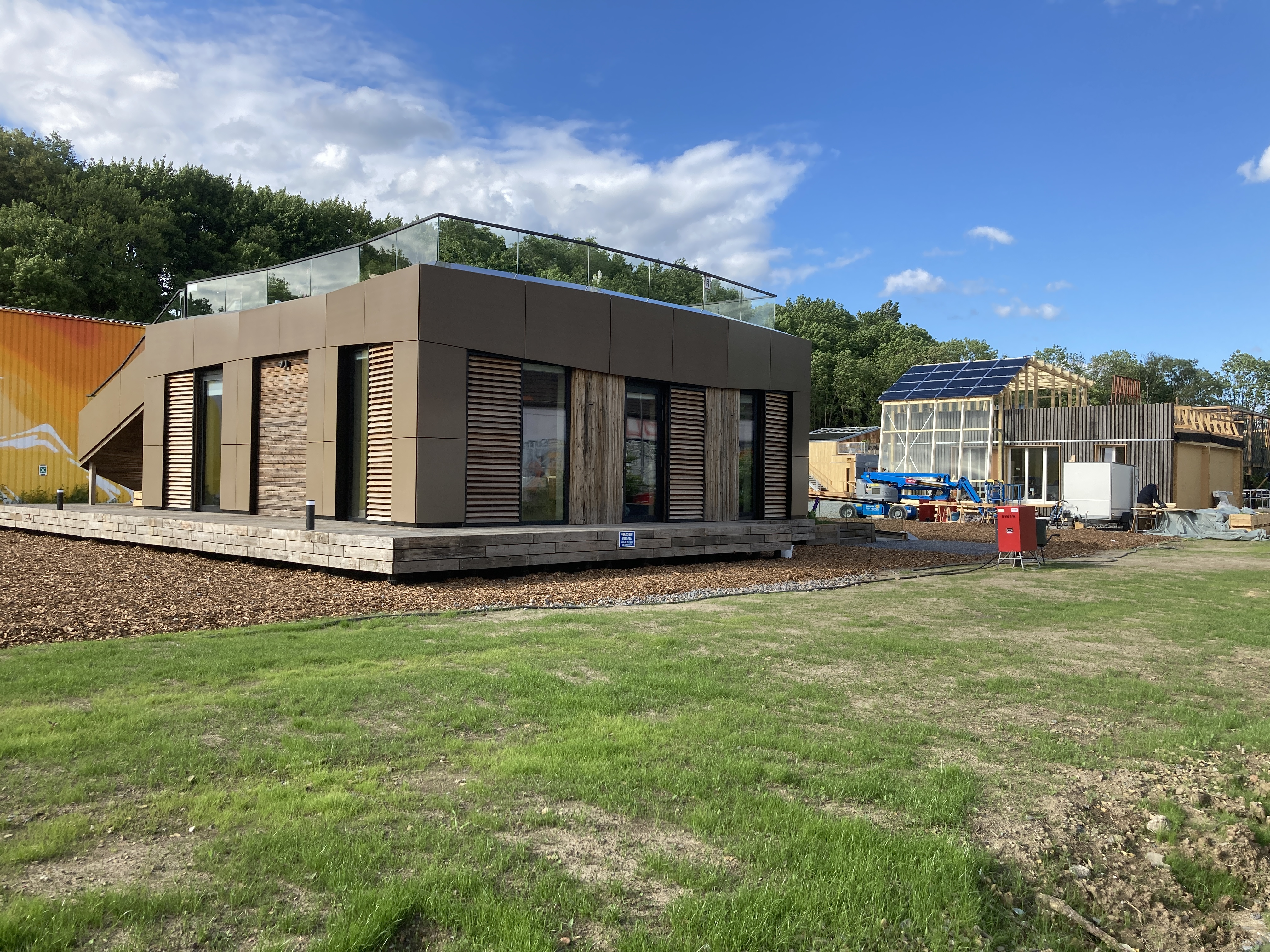
Teams virtuE, deeply high
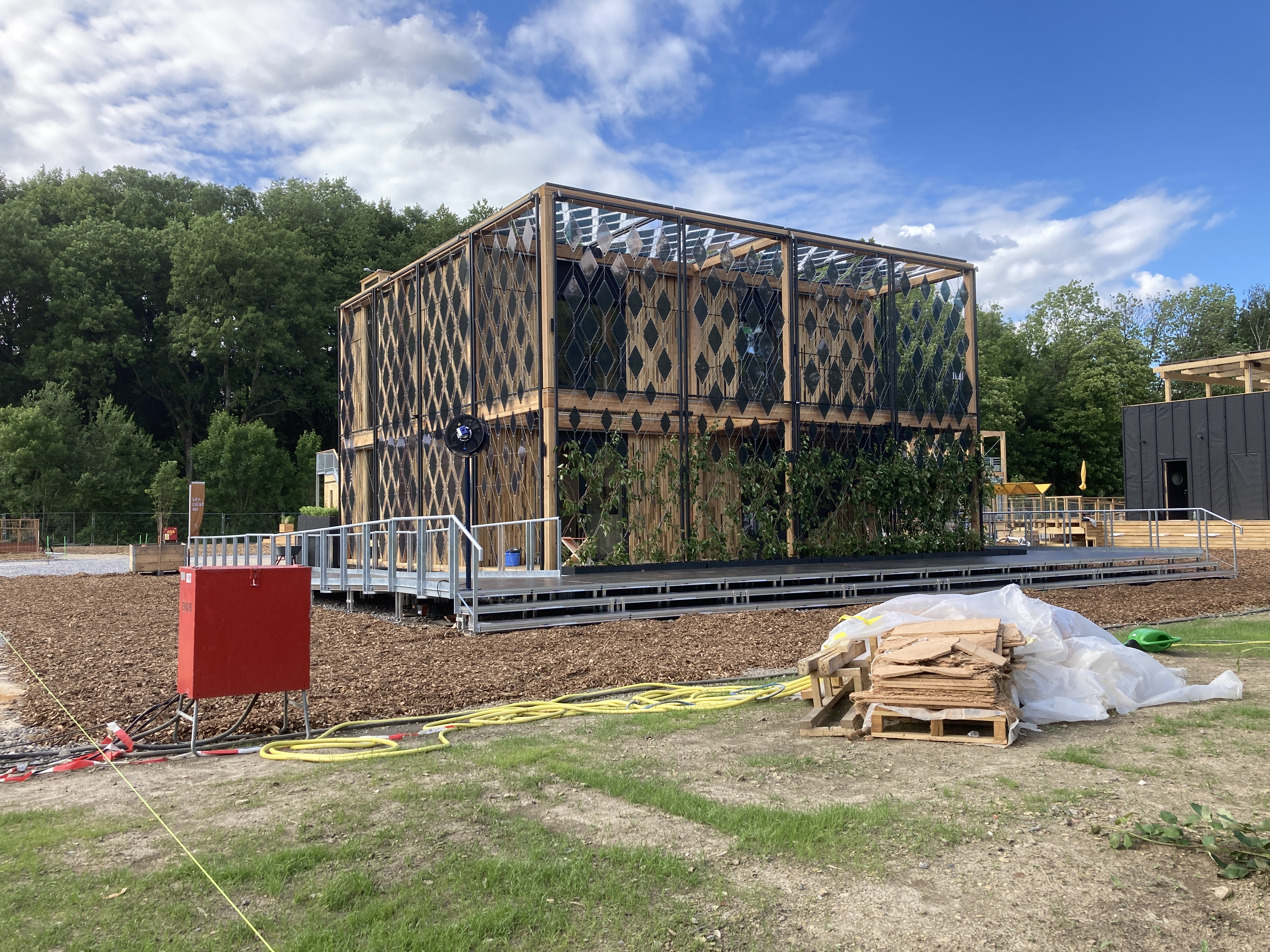
Team collab
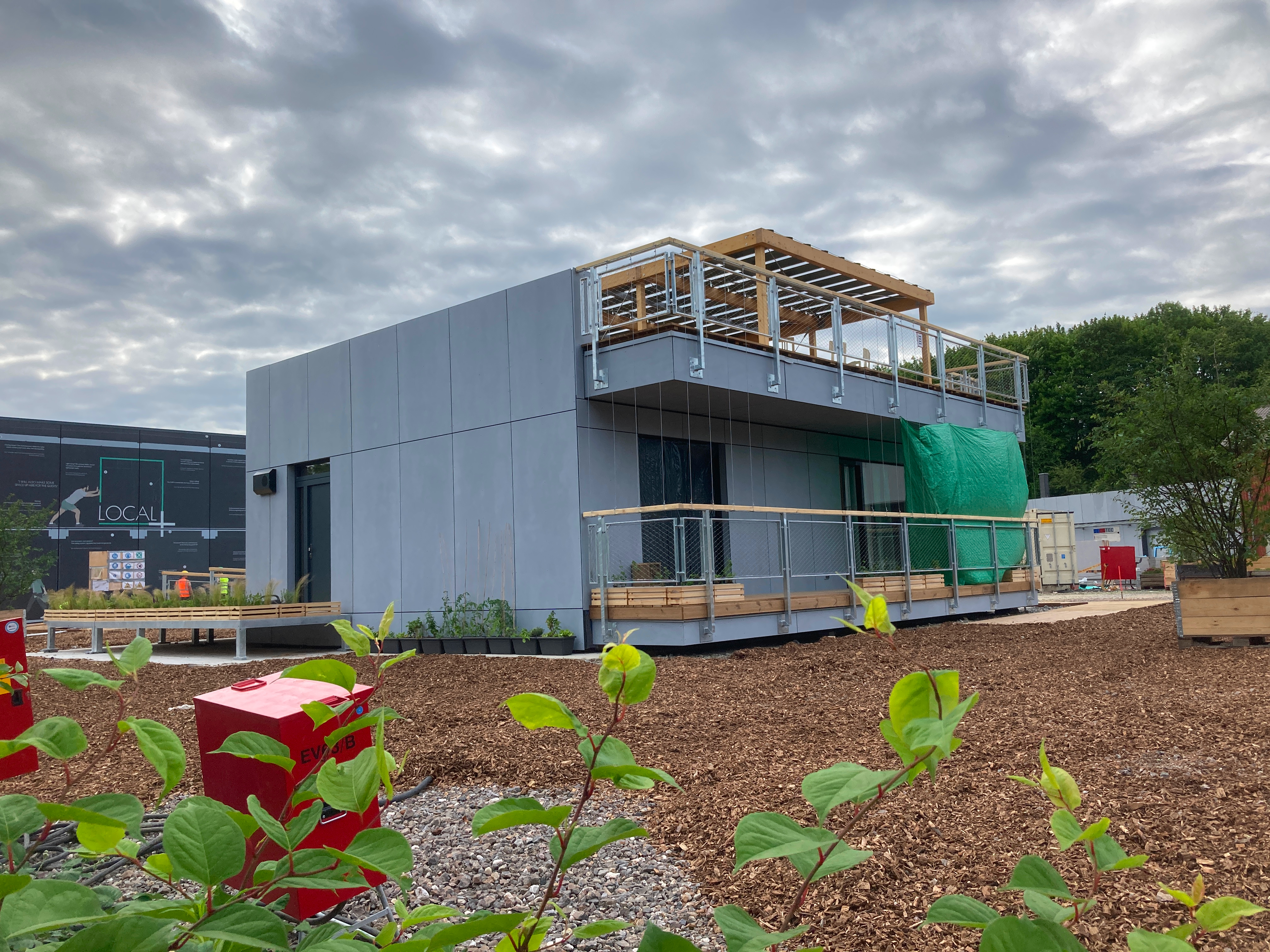
Team FirstLife
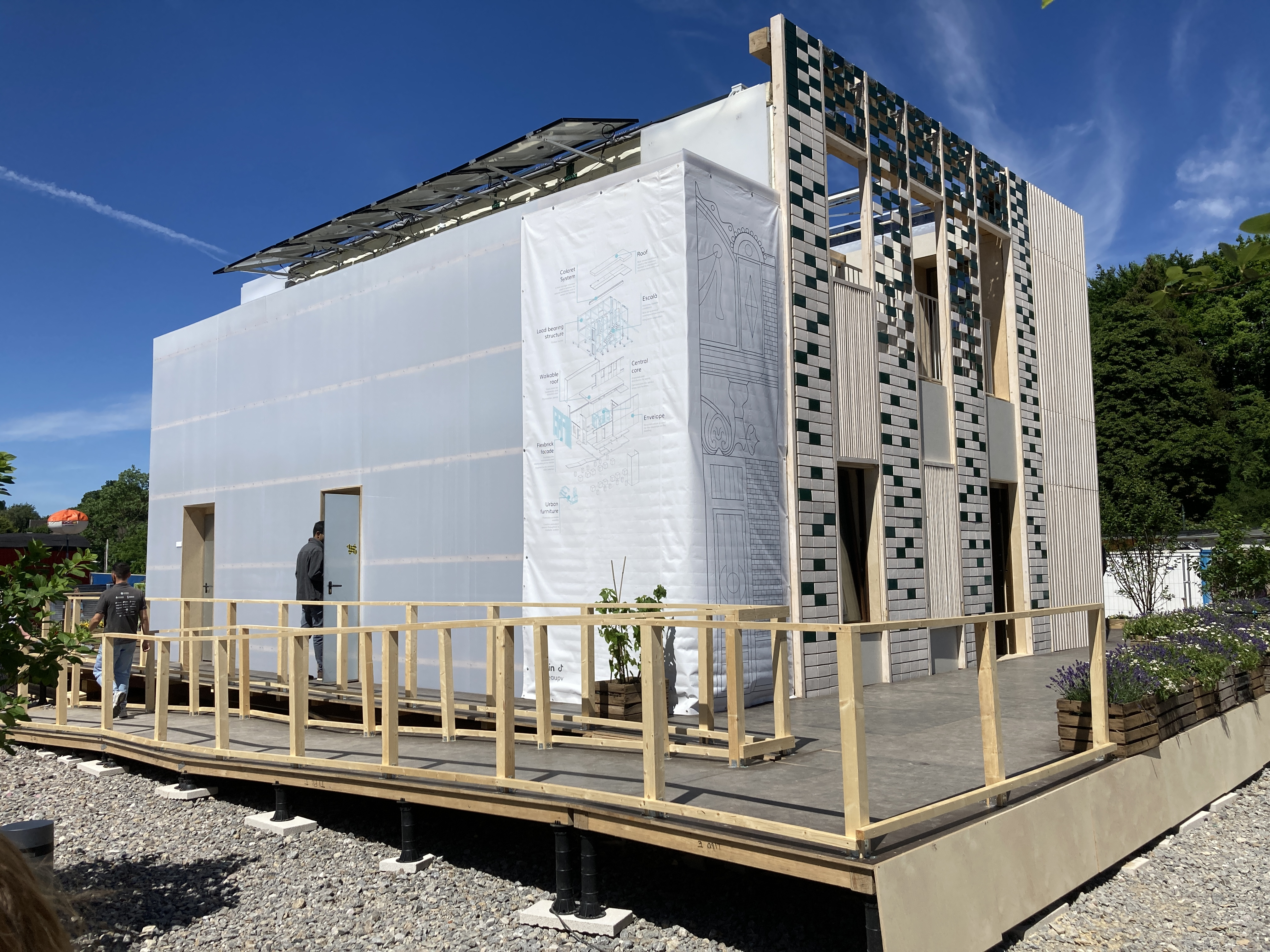
Team Azalea

Die finale Bewertung der geplanten Gebäude und der in Wuppertal errichteten Demonstrationsbauten erfolgte beim Hauptevent vom 10. bis 26. Juni 2022 auf dem Gelände in unmittelbarer Nähe zum Bahnhof Wuppertal-Mirke direkt an der Nordbahntrasse, einer zu einem Rad- und Fußweg umgebauten ehemaligen Eisenbahnstrecke.
Die Teams der folgenden Hochschulen nahmen am SDE21/22 teil:
- Frankreich, Grenoble, Universität Grenoble, Team AuRA.[34]
- Spanien, Valencia, Polytechnische Universität Valencia, Azalea.[35]
- Schweden, Göteborg, Chalmers University of Technology, C-hive.[36]
- Deutschland, Stuttgart, Hochschule für Technik Stuttgart, Collab.[37]
- Türkei /  Deutschland, Istanbul / Lübeck, İstanbul Teknik Üniversitesi / Technische Hochschule Lübeck, Deeply High.[38]
- Rumänien, Bukarest, Universität für Architektur und Stadtplanung Ion Mincu, EFdeN.[39]
- Tschechien, Prag, Tschechische Technische Universität Prag, FIRSTlife.[40]
- Taiwan, Taipei, Chiao-Tung-Nationaluniversität, House for all.[41]
- Deutschland, Rosenheim, Technische Hochschule Rosenheim, Level Up.[42]
- Deutschland, Aachen, FH Aachen, Local+.[43]
- Ungarn, Pécs, Universität Pécs, Lungs of the City.[44]
- Deutschland, Düsseldorf, Hochschule Düsseldorf, MIMO.[45]
- Deutschland, Karlsruhe, Karlsruhe Institute of Technology, RoofKit.[46]
- Niederlande, Delft, Technische Universität Delft, SUM.[47]
- Niederlande, Eindhoven, Technische Universität Eindhoven, Virtu/e.[48]
- Deutschland, Biberach, Hochschule Biberach, X4s.[49]

Geplant war weiterhin die Teilnahme zweier Teams aus Bangkok, Thailand: die Modellprojekte der Teams SAB und Ur-Baan konnten aufgrund gestiegener Transportkosten jedoch nur vor Ort aufgebaut und nicht nach Wuppertal transportiert wurden.
Gewinner

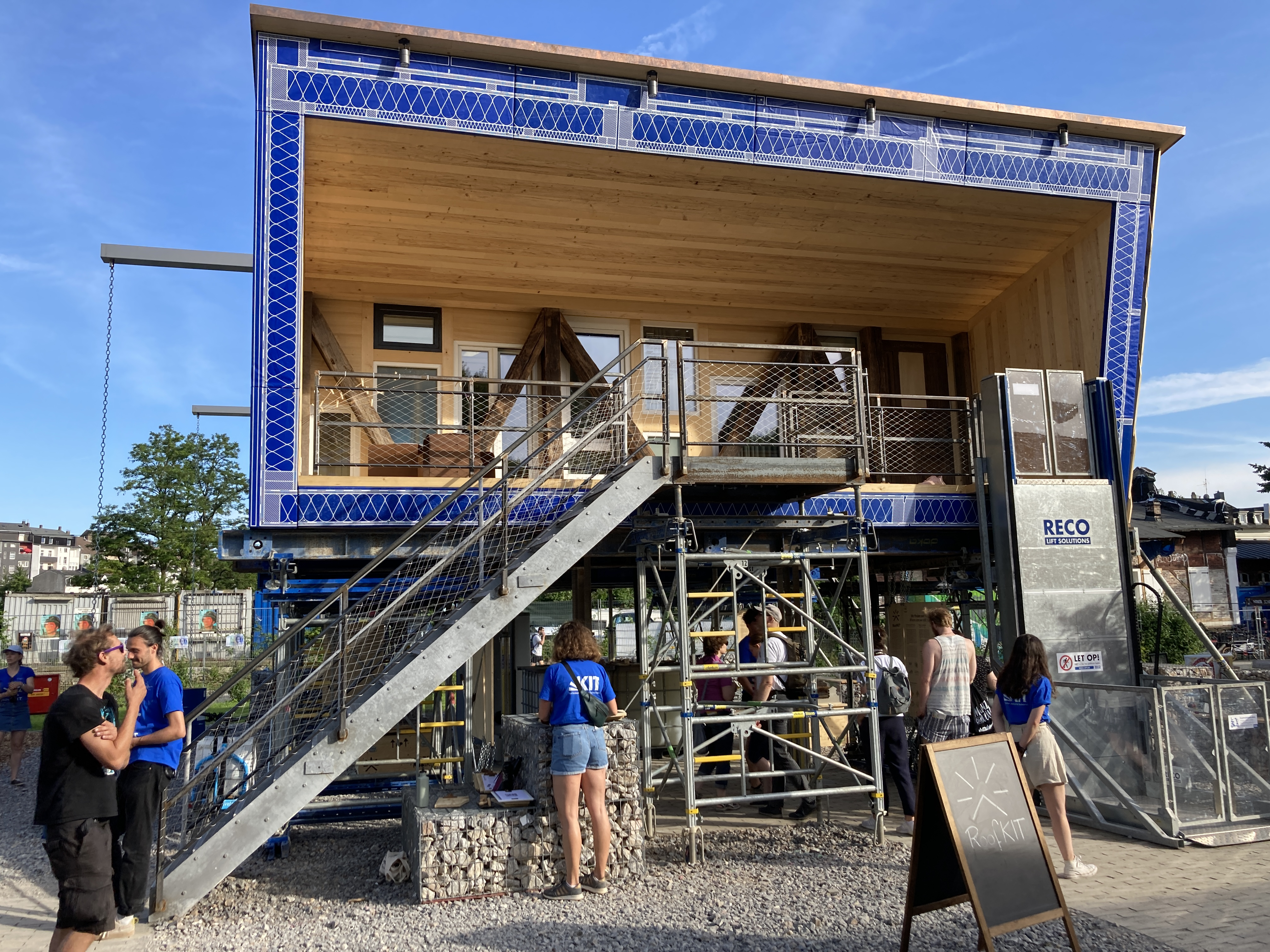
Siegerprojekt des SDE22, Team Roofkit

1. Platz: Team RoofKIT, Karlsruhe Institute of Technology
2. Platz: Team VIRTUe, Eindhoven University of Technology
3. Platz (punktgleich): Team SUM, Delft University of Technology und Team AuRA, Grenoble National School of Architecture

## SDE 2023
Obgleich die Nominierung Bukarests als Austragungsort des SDE 2023 gut aufgenommen wurde und Teams bereits ihre Teilnahme angemeldet hatten, wurde der für 2023 geplante SDE 23 im Januar 2022 abgesagt. Als Grund angegeben wurde von den ausrichtenden Organisationen Energy Endeavour Foundation und der regionalen EFdeN die „...anhaltenden Auswirkungen der Covid-Pandemie, die zu großer Unsicherheit und Volatilität auch in Rumänien führten, mit wirtschaftlichen, sozialen und gesundheitlichen Herausforderungen“. 